# Albrecht Thaer (botaniste)
Pour les articles homonymes, voir Albrecht Thaer.
Albrecht Thaer est un botaniste allemand né en 1828 à Lüdersdorf et mort en 1906.

## Œuvres
Il a publié Die Landwirthschaftlichen Unkräuter en 1881.

## Confusion courante
Son grand-père, le réputé Albrecht Daniel Thaer, est considéré comme l'un des fondateurs de l'agronomie. Pourtant l'abréviation botanique standard Thaer désigne bien Albrecht Thaer et non son grand-père, à qui aucune abréviation standard n'est attribuée.